# Меїр Шитріт
Меїр Шитріт (івр. מאיר שטרית, нар. 10 жовтня 1948) — ізраїльський політик, депутат кнесету від партії «Кадіма», раніше неодноразово займав різні міністерські пости у декількох урядах Ізраїлю.

## Біографія
Свою громадську діяльність розпочав як мер міста Явне в 1974—1987 роках. Він був обраний в Кнесет від «Лікуду» в 1981 році і був депутатом до 1988 року, після чого пішов, щоб стати скарбником агентства Сохнут. Повернувся в політику 1992 року.
У 1998 році Беньямін Нетаньягу призначив Меїра Шитріта міністром фінансів замість Яакова Неемана. У 2001 році його було призначено міністром юстиції.
У 2003 році Меїр Шитріт став міністром при міністерстві фінансів. У 2004 році подав у відставку і став міністром транспорту замість Авігдора Лібермана. Після створення партії «Кадіма» Шитріт залишив «Лікуд» і вступив у нову партію.
У 2006 році був призначений на пост міністра будівництва. У 2007 році зайняв пост глави МВС.
У грудні 2012 року перейшов у партію «Ха-Тнуа» і був обраний від неї в Кнесет 19-го скликання, де перебував до 2015 року.